# قربان‌زاده
قربان‌زاده (به ترکی آذربایجانی: Qurbanzadə) یک منطقهٔ مسکونی در جمهوری آذربایجان است که در شهرستان گران‌بوی واقع شده‌است. قربان‌زاده ۵۸۳ نفر جمعیت دارد.